# Силва, Жозе Рикардо да
Жозе́ Рикардо да Силва (порт.-браз. José Ricardo da Silva; 11 сентября 1939, Форталеза — конец 1990-х, Рапалло), более известный под именем Шина (порт.-браз. China) — бразильский футболист, нападающий. Первый уроженец штата Сеара, выступавший на Олимпиаде.

## Карьера
Шина начал карьеру в клубе «Ботафого». Он выступал за клуб на протяжении трёх сезонов, выиграв с командой два чемпионата штата Рио-де-Жанейро и один турнир Рио-Сан-Паулу. При этом футболист не имел места в стартовом составе команды, занятом Гарринчей, Амарилдо, Диди, Марио Загалло и Куарентиньей. В 1959 году игрок участвовал в Панамериканских играх, где сыграл одну встречу с Мексикой, в которой сделал хет-трик. В 1962 году форвард перешёл в итальянский клуб «Сампдория», где он впервые сыграл 16 сентября в матче с «Аталантой». В первом сезоне в клубе игрок забил 13 голов, заняв 6 место в списке лучших бомбардиров турнира. В том же году он принял участие в Кубке Ярмарок; на этом турнире он забил 2 гола, один — в ворота клуба «Арис Бонневуа», а второй — 1 декабря 1962 года в ворота «Ференцвароша», ставший единственным во встрече. Во втором сезоне бразилец забил 9 голов, заняв второе место среди бомбардиров команды позади Баризона. В третьем сезоне он стал лучшим бомбардиром клуба с 7 мячами. Всего за клуб игрок выступал 3 сезона, проведя 76 матчей и забив 30 голов.
В 1965 году игрок перешёл в «Рому», который из-за финансового кризиса искал недорогих качественный футболистов. За столичный клуб Шина сыграл 12 матчей и забил 3 гола, первый из которых 5 сентября в ворота «Виченцы». В следующем сезоне он, на правах аренды, перешёл в «Виченцу». Футболист дебютировал в составе команды 13 ноября в матче с «Аталантой». Он провёл за команду 16 матчей и забил 4 гола. Затем сыграл в «Мантове», проведя две встречи. В 1969 году Шина перешёл в клуб «Бангу». 17 мая он дебютировал в клубе в матче чемпионата штата с «Васко да Гамой» (2:1). Всего он сыграл за «Бангу» 4 встречи, три в чемпионате штата, а один в розыгрыше Кубка Гуанабара. Эта встреча, сыгранная 28 июня с «Флуминенсе», стала последней, сыгранной Шиной за «Бангу». После Бангу Шина уехал играть в Швейцарию. По словам Антонио Карлоса Наполеана, представителя Бразильской конфедерации футбола: «После этого у нас нет записей о нем, и только Бог может знать его судьбу».
После завершения карьеры Шина стал жить в Рапалло. Там же за местный клуб, в 1990-х, играл его сын — Жорже Алессандро да Силва, который родился в Генуе в 1970 году. Там же в Рапалло в конце 1990-х Шина умер.

## Статистика

### Клубная
| Сезон     | Команда   | Чемпионат    | Чемпионат | Чемпионат | Кубок | Кубок | Прочие          | Прочие | Прочие |
| Сезон     | Команда   | Лига         | Игры      | Голы      | Игры  | Голы  | Турнир          | Игры   | Голы   |
| --------- | --------- | ------------ | --------- | --------- | ----- | ----- | --------------- | ------ | ------ |
| 1962/1963 | Сампдория | Серия А      | 28        | 13        | ?     | ?     | Кубок Ярмарок   | 3      | 2      |
| 1963/1964 | Сампдория | Серия А      | 25        | 9         | ?     | ?     | ?               | ?      | ?      |
| 1964/1965 | Сампдория | Серия А      | 24        | 7         | ?     | ?     | ?               | ?      | ?      |
| 1965/1966 | Рома      | Серия А      | 12        | 3         | 1     | 0     | Кубок Ярмарок   | 0      | 0      |
| 1966/1967 | Виченца   | Серия А      | 16        | 4         | ?     | ?     | ?               | ?      | ?      |
| 1967/1968 | Мантова   | Серия А      | 2         | 0         | ?     | ?     | ?               | ?      | ?      |
| 1969      | Бангу     | Лига Кариока | 3         | 0         | —     | —     | Кубок Гуанабара | 1      | 0      |

### Международная статистика
| Матчи Шины за олимпийскую сборную Бразилии | Матчи Шины за олимпийскую сборную Бразилии | Матчи Шины за олимпийскую сборную Бразилии | Матчи Шины за олимпийскую сборную Бразилии | Матчи Шины за олимпийскую сборную Бразилии | Матчи Шины за олимпийскую сборную Бразилии | Матчи Шины за олимпийскую сборную Бразилии |
| ------------------------------------------ | ------------------------------------------ | ------------------------------------------ | ------------------------------------------ | ------------------------------------------ | ------------------------------------------ | ------------------------------------------ |
| №                                          | Дата                                       | Место проведения                           | Оппонент                                   | Счёт                                       | Голы                                       | Турнир                                     |
| 1                                          | 26 августа 1960                            | Ливорно                                    | Великобритания (олимп.)                    | 4:3                                        | 2                                          | Олимпиада                                  |
| 2                                          | 1 сентября 1960                            | Флоренция                                  | Италия (олимп.)                            | 1:3                                        | -                                          | Олимпиада                                  |

## Достижения
- Чемпион штата Рио-де-Жанейро: 1961, 1962
- Победитель турнира Рио-Сан-Паулу: 1962